# Salitrera, San Luis de la Paz
Salitrera är en ort i Mexiko.   Den ligger i kommunen San Luis de la Paz och delstaten Guanajuato, i den centrala delen av landet, 260 km nordväst om huvudstaden Mexico City. Salitrera ligger 2 137 meter över havet och antalet invånare är 204.
Terrängen runt Salitrera är huvudsakligen kuperad, men åt sydväst är den platt. Runt Salitrera är det ganska tätbefolkat, med 52 invånare per kvadratkilometer. Närmaste större samhälle är San Luis de la Paz, 13,1 km söder om Salitrera. Trakten runt Salitrera består i huvudsak av gräsmarker.